# Nikolaus Simon (Architekt)
Nikolaus Franz Georg Simon (* 18. Mai 1935 in Neiße, Oberschlesien; † 5. Januar 2017 in Königswinter-Vinxel) war ein deutscher Architekt.

## Leben und Wirken
Simon wuchs als eines von mindestens drei Geschwistern in Fritzlar, später in Bonn auf. Nach dem Abitur am Nicolaus-Cusanus-Gymnasium in Bad Godesberg und einer zeitweiligen Arbeit auf dem Bau studierte er ab 1957 an der Technischen Hochschule Karlsruhe Architektur, unter anderem bei Egon Eiermann und Otto Haupt. Dort arbeitete er am Lehrstuhl und im Architekturbüro Eiermanns. Unmittelbar nach dem im Jahre 1965 erlangten Diplom wurde er Mitarbeiter der Planungsgruppe der Bundesbaudirektion in Bonn und wirkte dort am Bau des nach Plänen Eiermanns ausgeführten Abgeordnetenhochhauses Langer Eugen sowie des Erweiterungsbaus am Haus Carstanjen für das Bundesschatzministerium mit. Nach Ende dieser fünfjährigen Tätigkeit gründete er 1970 gemeinsam mit seiner späteren Frau Siegrid (geborene Otto; 1936–2018), einer zeitweiligen Mitarbeiterin der Planungsgruppe Stieldorf, ein eigenes Architekturbüro. Es hatte nach anfänglichem Standort in der Bonner Weststadt ab 1972 seinen Sitz in dem nach eigenen Plänen entstandenen Haus in Königswinter-Vinxel. Dieses gehört zu einer von mehreren Wohnhausgruppen in teilweiser Fachwerkbauweise, die das Ehepaar Simon und die überwiegend ebenfalls dort wohnhaften Architekten der Planungsgruppe Stieldorf im Laufe von 15 Jahren in dem Ortsteil errichteten und heute ein denkmalwertes Ensemble bilden.
1986 wurde Simon in den Bund Deutscher Architekten (BDA) berufen, in dem er mehrere Funktionen innehatte: Vorsitzender der Bezirksgruppe Bonn Rhein-Sieg (1990–2002), Mitglied der Delegiertenversammlung (1994–2003) sowie Kassenprüfer (bis 2011) des Bundesverbands. Als Vorsitzender der Bezirksgruppe wirkte er wesentlich auf die Entscheidungen zum Weiterbau des Schürmann-Baus sowie die 2001 erfolgte denkmalrechtliche Unterschutzstellung des neuen Plenarsaals des Bundestags hin. Zudem war er maßgeblich an der Etablierung des BDA in der Bonner Partnerstadt Potsdam in Form einer gemeinsamen Arbeitsgruppe beteiligt, die die städtebaulichen Planungen Potsdams begutachtete. Neben seinen Funktionen im BDA war Simon auch Mitglied des Deutschen Werkbundes und des von ihm initiierten Vereins Stiftung für Görlitz (gegründet 1997) sowie Gründungsmitglied des Rotary Clubs Bonn-Museumsmeile. Er starb Anfang 2017 nach langer schwerer Krankheit und hinterließ seine Frau sowie einen Sohn; seine Beisetzung erfolgte auf dem Friedhof in Stieldorf.

## Bauten

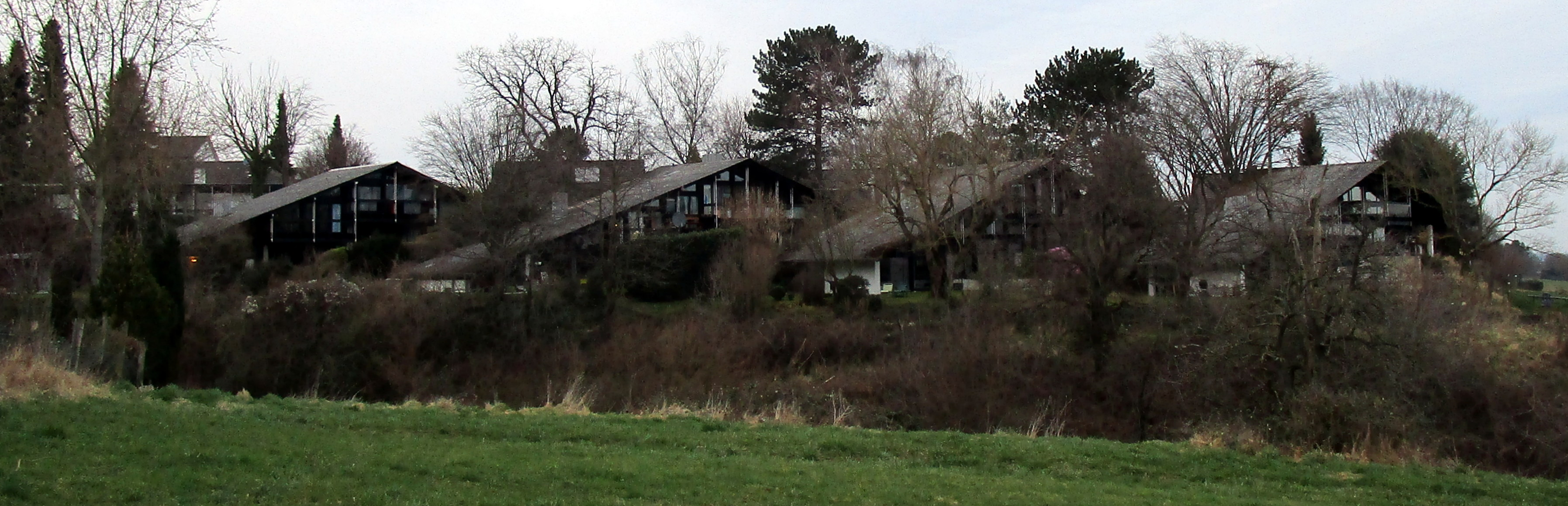
Wohnhausgruppe in Vinxel mit dem ehemaligen Wohnhaus Nikolaus Simons

- 1969–1972: Königswinter, Ortsteil Vinxel, Andreas-Schlüter-Straße 27/27a–c, Wohnhausgruppe (denkmalwert)[10][15][16]
- 1969–1973: Königswinter, Ortsteil Vinxel, Andreas-Schlüter-Straße 19–23, Wohnhausgruppe (denkmalwert)[10]
- 1974–1981: Königswinter, Ortsteil Vinxel, Im Lohrsgarten 2–8/7–9, Auf der Königsbitze 2–8, Markgrafenstraße 23, Wohnhausgruppe (denkmalwert)[10][15][17]
- 1976–1981: Königswinter, Ortsteil Vinxel, Panoramaweg 2/2a, Wohnhausgruppe (denkmalwert)[10]
- 1977: Bad Münstereifel, Fußgängerbrücke über den Wallgraben[18]
- um 1977: Bonn-Nord, Graurheindorfer Straße 108–116/Arminiusstraße, Bundesfinanzministerium, Erweiterung der Kantine[3][4][19]
- 1983: Bonn-Bad Godesberg, Am Draitschbusch 2a, Marienforster Kirche, Anbau eines Gemeindehauses[20]
- 1983–1985: Bonn-Duisdorf, Villemombler Straße 76–80, Bundeswirtschaftsministerium, Erweiterungsbauten (mit von Hasselbach/Pilhatsch)[8][21]
- 1983–1985: Rheinbach, Stadtteil Merzbach, Weidenstraße 18, Evangelische Jugendbildungsstätte (mit Hans-Ludwig Lühring)[22][23][24]
- 1984: Bonn-Buschdorf, Christian-Lassen-Straße 2, Werkstatthalle und Wohn- und Bürogebäude einer Spedition (mit Hans-Ludwig Lühring)[25][8]
- 1996–1997: Asbach, Hauptstraße 52b (Ecke Schulstraße), Evangelisches Gemeindezentrum (mit Gerrit Brunken)[26][27][8]
- 1996–1997: Wachtberg, Ortsteil Niederbachem, Bondorfer Straße 18, Evangelisches Gemeindezentrum (mit Herbert Mylenbusch)[28]

## Veröffentlichungen
- Magistrat der Stadt Potsdam, BDA Arbeitsgruppe Potsdam-Bonn (Hrsg.); Hans Joachim Kölling, Manfred Borschdorf, Christian Wendland, Nikolaus Simon: Stadt Potsdam: Stadtbereichsplanung Bornstedter Feld. Potsdam 1993.
- Ingeborg Flagge in Zusammenarbeit mit dem BDA Bonn (Hrsg.); Ingeborg Flagge, Anette Hellmuth: Gothaer Architekturführer Bonn: Stadtführer zeitgenössischer Architektur. Verlag Das Beispiel, Darmstadt 2001, ISBN 978-3-935243-07-0. [Idee und Einleitung: Nikolaus Simon]
- Zeitgenössische Arbeitsstätten im Rhein-Sieg-Kreis. In: Jahrbuch des Rhein-Sieg-Kreises 2003. Rheinlandia Verlag, Siegburg 2002, ISBN 3-93500-552-0, S. 112–119.
- Ingeborg Flagge in Zusammenarbeit mit dem BDA Rhein-Sieg, Nikolaus Simon (Hrsg.): FSB Architekturführer Rhein-Sieg: Stadtführer zeitgenössischer Architektur. Verlag Das Beispiel, Darmstadt 2003, ISBN 3-935243-36-7. [Mitherausgeber, Projektauswahl und Einleitung: Nikolaus Simon]